# Alphonse Richard Hoge
Alphonse Richard Hoge (* 5. September 1912 in Cacequi, Rio Grande do Sul, Brasilien; †  25. Dezember 1982 in São Paulo) war ein brasilianischer Herpetologe. Sein Forschungsschwerpunkt waren die Echsen und Giftschlangen Südamerikas.

## Leben und Wirken
Hoges Vater war ein belgischer Ingenieur, der sich zeitweise in Brasilien aufhielt, um  Brückenbauprojekte zu betreuen. Ab 1913 lebte Hoge mit seiner Familie in Gent, Belgien. Zwischen 1929 und 1934 studierte er Naturwissenschaften und Medizin an der Universität Gent. Anschließend wurde er Assistent von Georges Bobeau in Paris, der die Verwendung von Schlangengift bei der Hemmung von Krebszellenwachstum erforschte. 1939 kehrte Hoge nach Brasilien zurück und arbeitete beim Pharmazieunternehmen Ciba, Roche & Torres. 1946 wurde er Mitarbeiter beim Instituto Butantan und 1969 wurde er zum Leiter der biologischen Abteilung ernannt. 1982 ging er in den Ruhestand. 
Zwischen 1946 und 1981 veröffentlichte Hoge 112 wissenschaftliche Artikel. Nahezu alle sind herpetologischer Natur und beschäftigen sich mit der Systematik, der Verbreitung und der Beschreibung vieler neuer Taxa, darunter Atropoides occiduus, Bothrops fonsecai, Bothrops marajoensis, Bothrops moojeni, Bothrops sanctaecrucis, Corallus cropanii, Erythrolamprus mossoroensis, Lygophis paucidens, Oxyrhopus guibei, Phalotris mertensi, Psychosaura macrorhyncha und Trimeresurus brongersmai. Zu Hoges Hauptwerken zählen Preliminary account on Neotropical Crotalinae (Serpentes Viperidae) (1965), Neotropical pit vipers, sea snakes, and coral snakes (1971), Sinopse das serpentes pegonhentas do Brasil. Serpentes, Elapidae e Viperidae (1973, mit einer zweiten Auflage im Jahr 1978) sowie Poisonous snakes of the world. I. Check list of the pit vipers. Viperidea, Viperidae, Crotalinae (1978). Bei allen bis auf den ersten Titel war Hoges Frau Alma Romano Mitverfasserin. 
Zu Hoges bedeutendsten Artikeln aus biologischer Sicht gehört eine Studie über die Insel-Lanzenotter (Bothrops insularis), die auf der kleinen, zerklüfteten Insel Queimada Grande vor der Südostküste des brasilianischen Bundesstaates São Paulo endemisch ist. Diese Art, die von Hoges Butantan-Kollegen Afrânio Pompílio Gastos do Amaral entdeckt wurde, weist einen hohen Anteil von Exemplaren mit geschlechtlichen Abnormitäten auf, die mitunter bis zur Zwitterbildung reichen. Die Anzahl der Intersexe stieg zwischen Amarals Entdeckung Anfang der 1920er Jahre bis in die 1950er Jahre, wo Hoge das Phänomen detailliert untersuchte, auf 70 Prozent.
Hoge starb am 25. Dezember 1982 an den Folgen eines medizinischen Unfalls.

## Dedikationsnamen
Nach Hoge sind die Schlangenart Atractus alphonsehogei, die Doppelschleichenart Amphisbaena hogei und Hoges Krötenkopfschildkröte (Mesoclemmys hogei) benannt.